# Keisuke Shimizu
Keisuke Shimizu (清水 圭介 Shimizu Keisuke?), född 25 november 1988 i Hyōgo prefektur, är en japansk fotbollsspelare.
Shimizu började sin karriär 2007 i Oita Trinita. 2009 blev han utlånad till New Wave Kitakyushu. Han gick tillbaka till Oita Trinita 2010. Han spelade 95 ligamatcher för klubben. 2014 flyttade han till Avispa Fukuoka. 2015 flyttade han till Kyoto Sanga FC.